# Каратерек (Майський район)
Каратере́к (каз. Қаратерек) — село у складі Майського району Павлодарської області Казахстану. Адміністративний центр Каратерецького сільського округу.
Населення — 680 осіб (2021; 920 у 2009, 983 у 1999, 1360 у 1989).
Національний склад станом на 1989 рік:
- казахи — 100 %